# Jiří Pernes

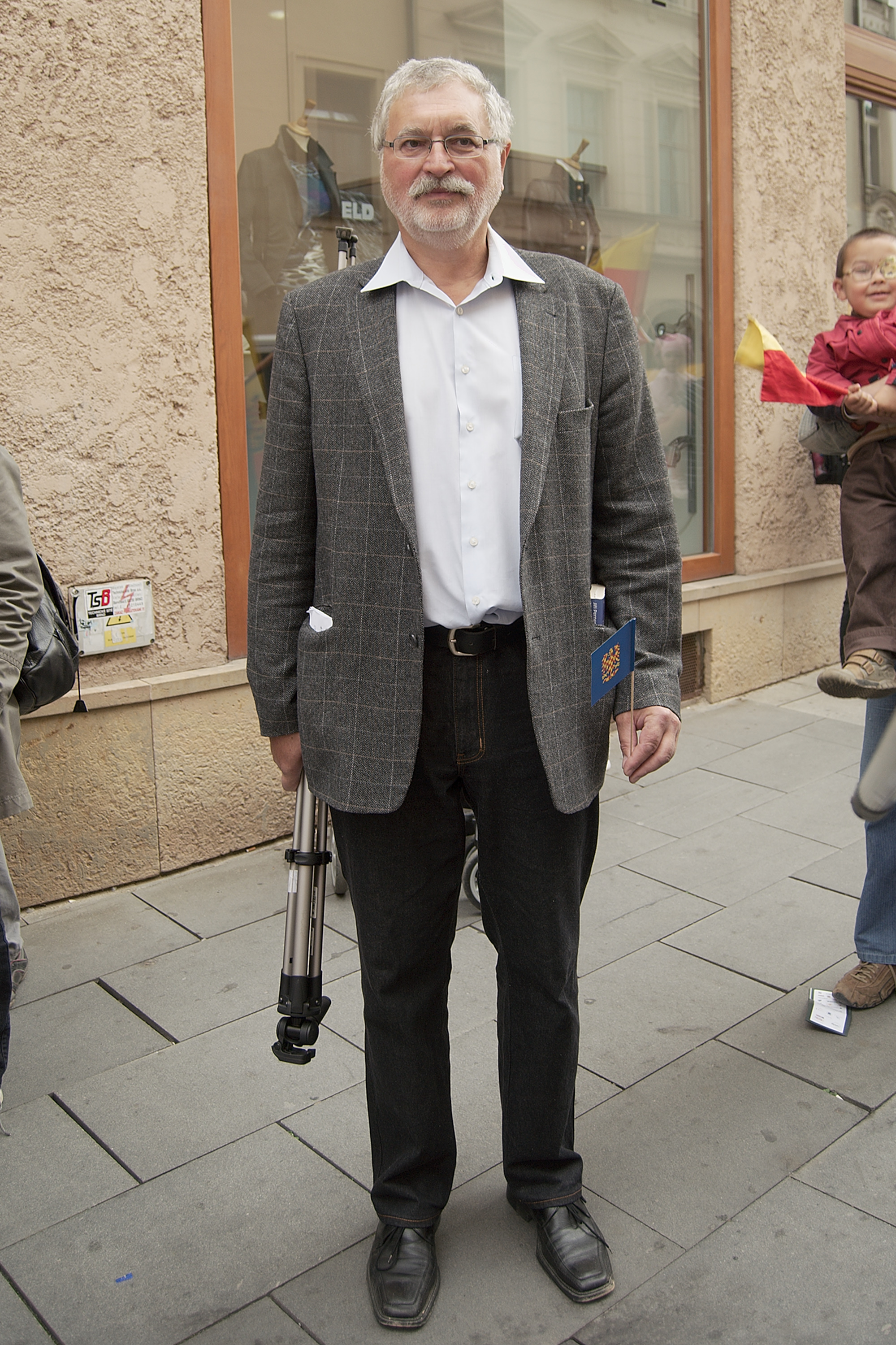
Jiří Pernes

Jiří Pernes (* 4. Juli 1948 in Svitavy, Tschechoslowakei; † 21. Mai 2025) war ein tschechischer Historiker und Hochschullehrer.

## Leben und Wirken
In den Jahren 1984 bis 1990 war er  Direktor des Historischen Museums in Slavkov, von 1990 bis 1992 bekleidete er die Funktion des Direktors des Mährischen Landesmuseum, im Jahre 2011 arbeitete er als Direktor des Instituts für das Studium totalitärer Regime. Jiří Pernes hält Vorlesungen an der Jan-Evangelista-Purkyně-Universität Ústí nad Labem und Masaryk-Universität in Brünn.
Pernes arbeitete am Institut der Zeitgeschichte, Akademie der Wissenschaften der Tschechischen Republik (Ústav pro soudobé dějiny AV ČR) in Brünn (Tschechien), er war dort auf die mährische, tschechische und tschechoslowakische Geschichte des 19. und 20. Jahrhunderts spezialisiert.

## Werke (Auswahl)
- Spiklenci proti Jeho Veličenstvu aneb Historie tzv. spiknutí Omladiny v Čechách, Praha 1988
- Život plný nepřátel aneb Život a smrt Františka Ferdinanda d'Este, Praha 1995
- Habsburkové bez trůnu, Praha 1995 (Habsburger ohne Thron)
- Pod moravskou orlicí aneb Dějiny moravanství, Brno 1996
- Maxmilián I. Mexický císař z rodu Habsburků, Praha 1997
- Až na dno zrady. Emanuel Moravec, Praha 1997
- Pod Habsburským orlem. České země a Rakousko-Uhersko na přelomu 19. a 20. století, Praha 2001, 2006 (Unter dem habsburgischen Adler)
- Takoví nám vládli. Komunističtí prezidenti Československa a doba, v níž žili, Praha 2003
- František Josef I. Nikdy nekorunovaný český král, Praha 2005 (Franz Josef I)
- Komunistky. S fanatismem v srdci, Praha 2006
- Krize komunistického režimu v Československu v 50. letech 20. století, Brno 2008
  - The Establishment and First Crisis of the Communist Regime in Czechoslovakia (1948-1958)
  - Community Czechoslovakia on a Journey from a Consolidation of Totalitarianism Towards a Liberalization of the Regime (1959-1967)

- Von der verschleppten Reform zum beschleunigten Wandel. In: Thomas Großbölting (Herausgeber, Autor), Roger Engelmann (Herausgeber, Autor), Hermann Wentker (Herausgeber), Bernd Bonwetsch (Autor), Matthias Braun (Autor), Bernd Florath (Autor), Winfried Heinemann (Autor): Kommunismus in der Krise: Die Entstalinisierung 1956 und die Folgen. Analysen und Dokumente der BStU. Vandenhoeck & Ruprecht 2007, ISBN 978-3525350522[2], S. 137–148.[3]